# SOI

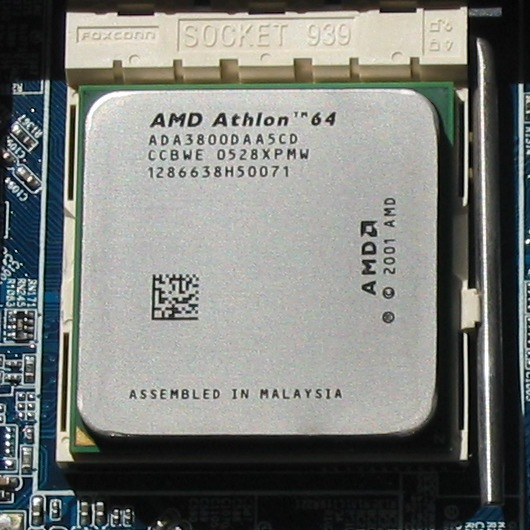
使用SOI製程的Athlon X2處理器（S939）

SOI（英語：Silicon on insulator，絕緣體上矽），是指矽電晶體結構在絕緣體之上的意思，原理就是在矽電晶體之間，加入絕緣體物質，可使兩者之間的寄生電容比原來的少上一倍。優點是可以較易提升時脈，並減少電流漏電成為省電的IC，在製程上還可以省略部分光罩以節省成本，因此不論在製程上或是電路上都有其優勢。此外，在SOI晶圓（SOI wafer）本身基板的阻抗值的部分也會影響到元件的表現，因此後來也有公司在基板上進行阻抗值的調整，達到射頻元件（Radio frequency component、RF component）特性的提升。原本應通過交換器的電子，有些會鑽入矽中造成浪費；SOI可防止電子流失，與補強一些原本Bulk wafer中CMOS元件的缺點。摩托罗拉宣稱中央處理器可因此提升時脈20%，並減低耗電30%。除此之外，還可以減少一些有害的電氣效應。還有一點，可以說是很多超頻玩家所感興趣的，那就是它的工作溫度可高達300°C，減少過熱的問題。
SOI一開始是由美商IBM公司的晶片部門投入開發，最早用於Macintosh電腦（MAC）的PowerPC G4處理器，除了IBM外，還有Motorola、德州儀器（TI）、NEC等公司投入SOI技術的開發工作，但是Intel公司拒絕在其處理器產品中使用SOI技術，因為其認為SOI技術容易影響晶圓品質與減低電晶體交換速度，並且SOI上接合點也會減少，也就是一般製程中「漏電」的缺點所煩惱。
SOI行业联盟是負責推廣SOI技術，成員包括SOI技術的發明者IBM及一些半導體公司，例如AMD和NVIDIA，而Intel並未加入該組織。

## 使用SOI技術的產品

### IBM
- Power 4
- Power 5
- Power 6
- PowerPC G3
- PowerPC 7400
- Power PC

### Sony
- Cell

### AMD
- Athlon 64
- Athlon X2
- Athlon 64 FX
- Opteron
- Sempron
- Phenom
- Phenom II
- Turion 64
- Turion 64 X2
- Turion Ultra
- AMD Bulldozer

### VIA
- C7
- C7-M
- VIA C7-D